# Tasmanelater
Tasmanelater là một chi bọ cánh cứng trong họ 
Elateridae.
Chi này được miêu tả khoa học năm 1996 bởi Calder.

## Các loài
Chi này có các loài:
- Tasmanelater pelionensis Calder, 1996